# Medgaz
Medgaz — магистральный газопровод, соединяющий крупнейшее газовое месторождение Алжира Хасси Р’мель с Испанией.
Строительство началось в марте 2008 года, в июле 2010 года начались первые тестовые поставки по газопроводу. Официальное открытие трубопровода состоялось 1 марта 2011 года в г. Бени-Саф (Алжир).
Цена проекта — порядка 900 млн евро, при этом подводный участок газопровода стоит 630 млн долл.
Проект был признан Евросоюзом стратегически важным, и в ноябре 2010 года Европейский инвестиционный банк предоставил на него кредит в 500 млн евро.

## Маршрут
Газопровод начинается на гигантском газовом месторождении Хасси Р’мель. Наземный участок газопровода длиной 574 км идет до алжирского порта Бени Саф. Подводная секция длиной 210 км проходит по дну Средиземного моря до города Альмерия в Испании, где газопровод MEDGAZ соединяется с ГТС Испании.

## Технические характеристики
Проектная мощность газопровода — 8 млрд м³ газа в год.
Диаметр наземной части трубопровода — 48 дюймов (1220 мм).
Диаметр подводной части трубопровода — 24 дюйма (610 мм).
Поставщиком труб для газопровода MEDGAZ являлась японская компания Nippon Steel
Подводная секция МГ построена итальянской компанией Saipem с использованием специализированных судов-трубоукладчиков Castoro Sei и Saipem 7000.

## Управляющая компания
Компания по проектированию, строительству и управлению газопроводом MEDGAZ — Sociedad para el Estudio y Promoción del Gasoducto Argelia-Europa, vía España S.A. (MEDGAZ S.A.) была образована по соглашению, достигнутому между компаниями Sonatrach CEPSA в ноябре 2000 года. Компания была зарегистрирована в Торговом реестре Мадрида в феврале 2001 года.
Штаб-квартира компании MEDGAZ S.A. расположена в Альмерии.
По состоянию на март 2011 года акционерами управляющей компании (MEDGAZ S.A.) являлись алжирская компания Sonatrach (36 %), испанские CEPSA (20 %), Iberdrola (20 %) и Endesa (12 %), а также французская Gaz de France (12 %). В 2013 году компания CEPSA выкупила часть долей в компании MEDGAZ у испанских Iberdrola и Endesa и французской Gaz de France, доведя свою долю до 42 %.
На 2018 год акционерами компании MEDGAZ S.A. являлись алжирская Sonatrach (43 %) и испанские CEPSA (42 %) и Gas Natural Fenosa (15 %).